# Gâmbia - Pontes - Alto da Guerra
Gâmbia - Pontes - Alto da Guerra é uma freguesia portuguesa do município de Setúbal, com 32,96 km² de área e 6809 habitantes (censo de 2021), tendo uma densidade populacional 206,6 hab./km², sendo uma freguesia essencialmente rural.

## História
Os vestígios mais antigos de ocupação humana na freguesia remontam ao Neolítico, por volta de meados do quarto milénio antes de Cristo. Os dados concretos da presença humana na área só ocorrem por volta da segunda metade do século XVI, durante a época da exploração do sal, que foi uma importante fonte de riqueza para a zona. A progressiva redução dessa atividade originou, sobretudo no século XVIII, a deslocação da população para as zonas interiores da freguesia.
A freguesia foi criada pela Lei n.º 102/85, de 4 de outubro, com lugares desanexados da freguesia de S. Sebastião.

## Demografia
A população registada nos censos foi:
| Distribuição da População por Grupos Etários | Distribuição da População por Grupos Etários | Distribuição da População por Grupos Etários | Distribuição da População por Grupos Etários | Distribuição da População por Grupos Etários |
| -------------------------------------------- | -------------------------------------------- | -------------------------------------------- | -------------------------------------------- | -------------------------------------------- |
| Ano                                          | 0-14 Anos                                    | 15-24 Anos                                   | 25-64 Anos                                   | > 65 Anos                                    |
| 2001                                         | 604                                          | 606                                          | 2239                                         | 627                                          |
| 2011                                         | 1116                                         | 542                                          | 3367                                         | 860                                          |
| 2021                                         | 1161                                         | 761                                          | 3632                                         | 1255                                         |

## Localidades
A freguesia integra as seguintes localidades:
- Gâmbia - Vale de Judeus, Biscaínho, Bairro dos Salgueiros.[10]
- Pontes - Mourisca, Monte dos Patos, Montinho da Cotovia, Brejos de Canes, Sitio das Pontes, Montinho, Bispas, Quinta da Bonita, Quinta de Canes, Quinta de S. Bernardo.[10]
- Alto da Guerra - Poço Mouro, Serralheira, Quinta da Serralheira, Bairro do Corticeiro, Vale Ana Gomes, Quinta de S. Jorge e Quinta da Amizade.[10]
- Outras localidades – Padeiras, Casa do Gaiato, Quinta do Mocho, Brejos do Assa.[10]

## Economia
São desenvolvidas atividades ligadas à exploração de salinas e de mariscador. Grande parte das antigas salinas foram transformadas em pisciculturas, cuja atividade se encontra em franca expansão. As espécies de peixe mais produzidas são a dourada, o robalo, o linguado e a enguia. Na área industrial, na zona do Vale da Rosa, estão instaladas empresas de betão e montagem de automóveis. Na área da agricultura, existem os maiores produtores de alface da região. Há também a criação de gado bovino e ovino, criados em pastoris, principalmente na Herdade de Gâmbia e na Quinta de Canes.

## Património
O património cultural apresenta vestígios de ocupação humana da Antiguidade. De características rurais, a freguesia espera poder criar turismo rural ligado ao Estuário do Sado, onde se possa desenvolver o parque de Campismo de Gâmbia.

## Sede e Delegação da Junta de Freguesia
- Sede - Rua da Junta, 1 – EN 10 – Pontes, 2910-312 Setúbal

## Política

### Eleições autárquicas

#### Assembleia de Freguesia
| Data | %     | D     | %     | D     | %       | D       | %      | D      | %              | D   | %              | D  | %              | D   | %              | D      | %              | D   | %         | D         | %  | D  | %       | D       | Participação |                |
| Data | CDU   | CDU   | PS    | PS    | PPD/PSD | PPD/PSD | CDS-PP | CDS-PP | PRD            | PRD | AD             | AD | PPM            | PPM | UDP/BE         | UDP/BE | IND            | IND | PCTP/MRPP | PCTP/MRPP | IL | IL | RIR-PDR | RIR-PDR | Participação |                |
| ---- | ----- | ----- | ----- | ----- | ------- | ------- | ------ | ------ | -------------- | --- | -------------- | -- | -------------- | --- | -------------- | ------ | -------------- | --- | --------- | --------- | -- | -- | ------- | ------- | ------------ | -------------- |
| Data | 1985  | 61,19 | 6     | 31,10 | 3       |         |        |        |                |     |                |    |                |     |                | 3,65   | -              |     |           |           |    |    |         |         |              | 70,57 / 100,00 |
| 1989 | 49,27 | 5     | 34,75 | 3     | AD      | AD      | AD     | AD     | CDU            | CDU | 10,41          | 1  | AD             | AD  | 1,78           | -      | 56,17 / 100,00 |     |           |           |    |    |         |         |              |                |
| 1993 | 40,65 | 4     | 44,03 | 5     | 10,13   | -       | 2,02   | -      |                |     |                |    |                |     |                |        | 57,99 / 100,00 |     |           |           |    |    |         |         |              |                |
| 1997 | 45,14 | 5     | 40,60 | 4     | 7,37    | -       | 2,30   | -      | 53,43 / 100,00 |     |                |    |                |     |                |        |                |     |           |           |    |    |         |         |              |                |
| 2001 | 69,57 | 7     | 19,37 | 2     | AD      | AD      | AD     | AD     | 5,48           | -   | 1,01           | -  | 1,61           | -   | 58,89 / 100,00 |        |                |     |           |           |    |    |         |         |              |                |
| 2005 | 69,05 | 8     | 15,03 | 1     | 8,19    | -       | 0,89   | -      |                |     | 2,45           | -  |                |     | 56,02 / 100,00 |        |                |     |           |           |    |    |         |         |              |                |
| 2009 | 69,18 | 8     | 16,58 | 1     | 5,78    | -       | 3,15   | -      | 2,48           | -   | 55,64 / 100,00 |    |                |     |                |        |                |     |           |           |    |    |         |         |              |                |
| 2013 | 57,97 | 7     | 22,55 | 2     | AD      | AD      | AD     | AD     | 8,06           | -   | 4,24           | -  | 45,94 / 100,00 |     |                |        |                |     |           |           |    |    |         |         |              |                |
| 2017 | 51,78 | 8     | 23,51 | 4     | 9,74    | 1       | 2,79   | -      |                |     | 4,50           | -  | 2,68           | -   | 51,04 / 100,00 |        |                |     |           |           |    |    |         |         |              |                |
| 2021 | 44,89 | 7     | 27,00 | 4     | 15,56   | 2       | 1,53   | -      | 3,17           | -   |                |    | 2,41           | -   | 1,26           | -      | 52,49 / 100,00 |     |           |           |    |    |         |         |              |                |

#### Câmara Municipal
| Data | %     | %     | %       | %       | %       | %         | %    | %              | %    | %              | %    | %    | %              | %       | %      | Participação |  |                |
| Data | CDU   | PS    | PPD/PSD | CDS-PP  | PSD-CDS | PCTP/MRPP | BE   | IND            | MPT  | PAN            | PTP  | CH   | IL             | RIR-PDR | NC-PPM | Participação |  |                |
| ---- | ----- | ----- | ------- | ------- | ------- | --------- | ---- | -------------- | ---- | -------------- | ---- | ---- | -------------- | ------- | ------ | ------------ |  | -------------- |
| Data | 2001  | 63,88 | 18,91   | PSD-CDS | PSD-CDS | 7,39      | 2,82 | 1,36           | 1,91 | 0,55           |      |      |                |         |        | Participação |  | 58,69 / 100,00 |
| 2005 | 58,61 | 17,54 | 13,41   | 0,89    |         | 2,77      | 2,77 |                |      | 56,02 / 100,00 |      |      |                |         |        |              |  |                |
| 2009 | 58,00 | 20,93 | 7,64    | 3,44    | 3,58    | 2,87      | 0,67 | 55,64 / 100,00 |      |                |      |      |                |         |        |              |  |                |
| 2013 | 51,49 | 23,72 | PSD-CDS | PSD-CDS | 7,74    | 4,47      | 3,87 |                | 1,44 | 45,94 / 100,00 |      |      |                |         |        |              |  |                |
| 2017 | 59,74 | 19,08 | 8,53    | 1,82    |         | 1,44      | 3,37 | 2,06           | 0,27 | 51,04 / 100,00 |      |      |                |         |        |              |  |                |
| 2021 | 39,04 | 27,22 | 15,89   | 1,67    |         | 3,14      | 2,06 |                | 4,84 | 1,74           | 0,63 | 0,38 | 52,53 / 100,00 |         |        |              |  |                |

#### Assembleia Municipal
| Data | %     | %     | %       | %       | %       | %    | %              | %              | %              | %    | %    | %    | %              | %      | Participação |  |                |
| Data | CDU   | PS    | PPD/PSD | CDS-PP  | PSD-CDS | BE   | IND            | MPT            | PAN            | PTP  | CH   | IL   | RIR-PDR        | NC-PPM | Participação |  |                |
| ---- | ----- | ----- | ------- | ------- | ------- | ---- | -------------- | -------------- | -------------- | ---- | ---- | ---- | -------------- | ------ | ------------ |  | -------------- |
| Data | 2001  | 64,13 | 20,32   | PSD-CDS | PSD-CDS | 8,10 | 1,26           | 2,36           |                |      |      |      |                |        | Participação |  | 58,89 / 100,00 |
| 2005 | 58,87 | 18,58 | 12,47   | 1,36    |         | 4,18 |                | 56,02 / 100,00 |                |      |      |      |                |        |              |  |                |
| 2009 | 58,77 | 20,97 | 8,41    | 4,16    | 4,06    | 0,76 | 55,64 / 100,00 |                |                |      |      |      |                |        |              |  |                |
| 2013 | 53,36 | 24,00 | PSD-CDS | PSD-CDS | 9,46    | 4,71 |                | 45,94 / 100,00 |                |      |      |      |                |        |              |  |                |
| 2017 | 50,62 | 24,24 | 9,74    | 2,21    |         | 5,08 | 3,22           | 0,35           | 51,04 / 100,00 |      |      |      |                |        |              |  |                |
| 2021 | 37,60 | 25,53 | 16,78   | 1,81    |         | 3,59 | 2,90           |                | 4,99           | 2,09 | 0,73 | 0,45 | 52,49 / 100,00 |        |              |  |                |

### Eleições legislativas
| Data | %     | %     | %     | %     | %     | %    | %     | %    | %     | %    | %     |  |
| Data | PS    | CDU   | PSD   | CDS   | BE    | PAN  | PàF   | L    | CH    | IL   | AD    |  |
| ---- | ----- | ----- | ----- | ----- | ----- | ---- | ----- | ---- | ----- | ---- | ----- |  |
| Data | 1999  | 45,93 | 31,37 | 12,93 | 3,59  | 1,53 |       |      |       |      |       |  |
| 2002 | 35,27 | 30,62 | 19,89 | 6,50  | 3,11  |      |       |      |       |      |       |  |
| 2005 | 43,65 | 28,51 | 12,44 | 3,19  | 7,50  |      |       |      |       |      |       |  |
| 2009 | 31,28 | 28,98 | 12,96 | 9,25  | 11,68 |      |       |      |       |      |       |  |
| 2011 | 24,99 | 15,99 | 27,74 | 15,10 | 7,61  | 1,52 |       |      |       |      |       |  |
| 2015 | 31,04 | 21,69 | PàF   | PàF   | 12,73 | 1,77 | 22,83 | 0,69 |       |      |       |  |
| 2019 | 37,19 | 16,77 | 14,58 | 3,18  | 12,10 | 4,54 |       | 1,26 | 1,79  | 0,63 |       |  |
| 2022 | 45,22 | 10,42 | 17,08 | 0,80  | 4,87  | 1,91 | 1,54  | 9,37 | 5,32  |      |       |  |
| 2024 | 27,80 | 7,83  | AD    | AD    | 5,14  | 2,25 |       | 4,77 | 22,34 | 6,30 | 17,90 |  |